# 二岐山蚂蝗
二岐山蚂蝗（学名：Desmodium dichotomum）为豆科山蚂蝗属下的一个种。